# Людмила Черина
Моник Чемерзин (фр. Monique Tchemerzine) (10 октября 1924 — 21 марта 2004) — французская балерина, актриса русско- черкесского происхождения,  использовавшая сценическое имя Людмила Черина (Ludmilla Tchérina).

## Биография
Родилась 10 октября 1924 года в семье дворянина-эмигранта Авенира Чемерзина, русско- черкесского происхождения, бывшего царского полковника. Мать — француженка Стефан Финетт. Девочку назвали Моник. Впоследствии Серж Лифарь придумал ей псевдоним «Людмила Черина».
Балетному искусству обучалась у Б. д’Алессандри, О. Преображенской, И. Хлюстина. В 1939 году в парижской музыкальной школе 15-летняя Людмила станцевала свою первую сольную программу, включавшую «Умирающего лебедя» М. Фокина.
В 1942 году дебютировала на сцене парижского зала Плейель, исполнив главную партию вместе с С. Лифарем в его балете «Ромео и Джульетта». Впоследствии Черина выступала в труппе Б. Князева, Марсельской опере, «Новом балете Монте-Карло», «Балете XX века» М. Бежара и собственной труппе. Лучше всего ей удавались роли в драматических и трагических партиях.
В 1943 году 19-летняя Людмила полюбила своего партнёра Эдмона Одрана и вышла за него замуж. В 1950 году Э. Одран погиб в автокатастрофе около Лиона. Потрясенная его смертью, она два года не танцевала.
Людмила много рисовала и её единственной темой был Эдмон. Потом она стала рисовать танец как символ жизни. Снималась в фильмах, из которых самый знаменитый — «Красные башмачки» (1948). В 1953 году вышла замуж за Раймона Руа.
Много гастролировала, несколько раз была в Советском Союзе. В 1959 году на сцене Большого театра танцевала Жизель.
После окончания карьеры балерины занималась модельным бизнесом, живописью, скульптурой. Самая известная её работа — «Сердце Европы» установлена в Страсбурге у здания Европейского парламента. В 1991 году она была выбрана официальным символом Евросоюза.
Умерла 21 марта 2004 года. Погребена в Париже в семейном склепе на кладбище Монмартра. Морис Дрюон сказал о Л. Чериной: «Она сумела сделать из себя произведение искусства».

## Репертуар
Балет

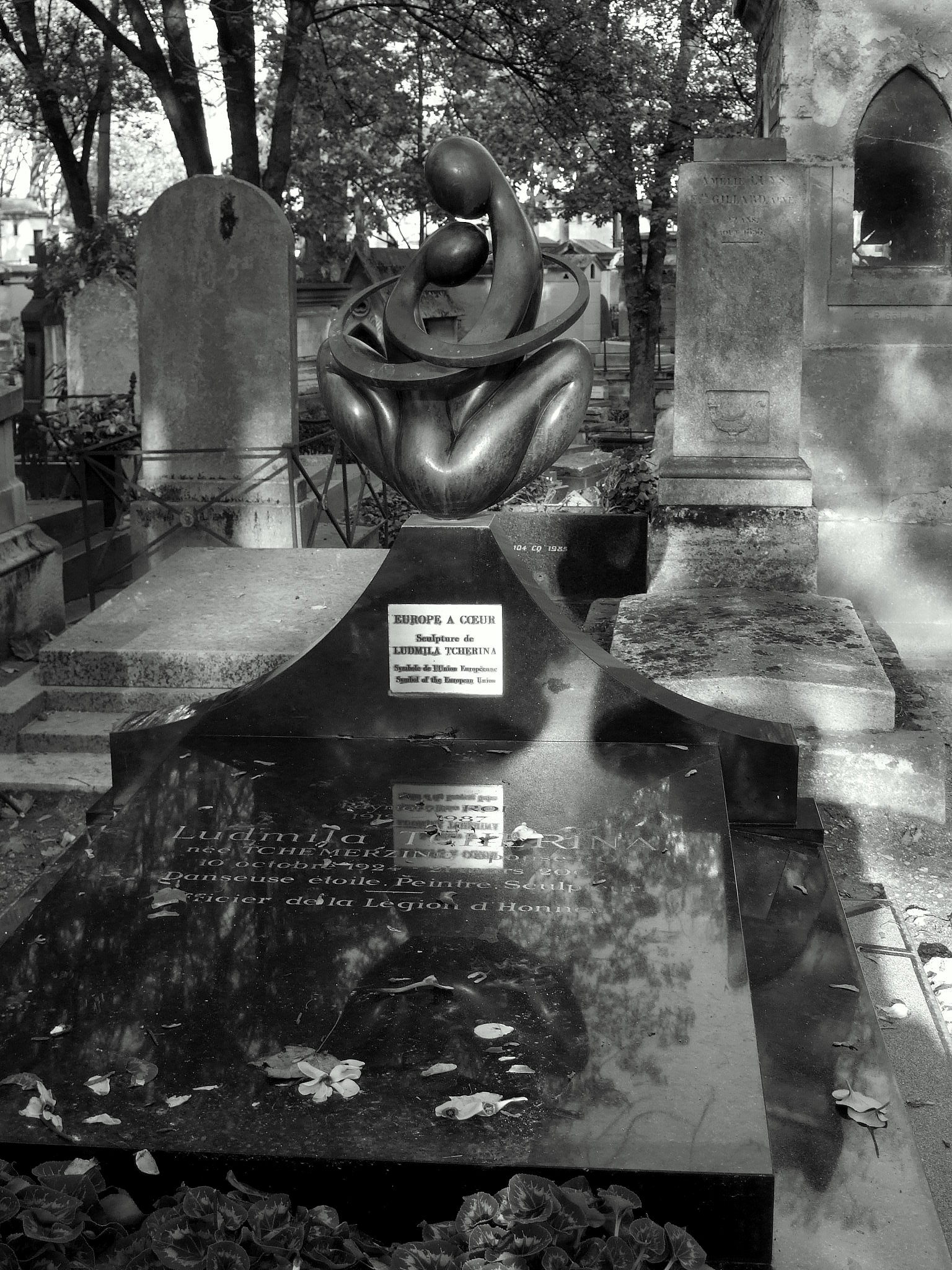
Надгробие Людмилы Чериной на Монмартрском кладбище — уменьшенная копия скульптуры «Сердце Европы»

- В Парижской опере более 60 раз исполнила балет С.Лифаря «Мученичество Святого Себастьяна» (музыка Дебюсси).
- В 1961 году в Венеции Бежар поставил для неё балет «Гала» с декорациями Дали.

## Фильмография
Более 15 фильмов с участием Л. Чериной, в том числе:
- 1948 — Ирина Боронская, «Красные башмачки», реж. Майкл Пауэлл и Эмерик Прессбургер
- 1951 — Джульетта, «Сказки Гофмана», реж. Майкл Пауэлл и Эмерик Прессбургер
- 1953 — Спартак
- 1955 — Розалинда, «О… Розалинда!![англ.]», реж. Майкл Пауэлл и Эмерик Прессбургер
- 1959 — Анна, «Медовый месяц[англ.]», реж. Майкл Пауэлл, хореография вставного балета «Любовники из Теруэля» — Леонида Мясина
- 1962 — Иза, «Любовники из Теруэля[англ.]», реж. Реймон Руло
- 1971 — «Саломея»
- 1972 — «Дама с камелиями»
- 1975 — Анна Каренина, «Страсть Анны Карениной»

## Награды
- орден Почетного легиона
- орден Академических пальм
- Орден Искусств и литературы